# Колюткіно (селище)
Колю́ткіно (рос. Колюткино) — селище у складі Білоярського міського округу Свердловської області.
Населення — 71 особа (2010, 89 у 2002).
Національний склад станом на 2002 рік: росіяни — 90 %.